# Gláucia Rodrigues
Gláucia Rodrigues (Rio de Janeiro, 9 de setembro de 1960) é uma atriz brasileira de teatro, cinema e televisão.

## Biografia
Gláucia Rodrigues iniciou sua carreira artística em 1982, na peça "Macunaíma", baseada na obra de Mário de Andrade, e com direção de Antunes Filho. É formada em Artes Cênicas pela UNIRIO.
Continuo trabalhando ativamente em teatro, com textos de Nelson Rodrigues, Jorge de Andrade, Ariano Suassuna, Molière e Shakespeare, dentre outros. Em 2008, fora indicada ao Prêmio Shell de Melhor Atriz por sua atuação na peça O santo e a porca. Além disso, é uma das fundadoras da Cia Limite 151.
Na televisão, participou de telenovelas e séries, destacando-se por ter participado das versões de 1990 e 2022 de Pantanal.

## Filmografia

### Televisão
| Ano  | Título             | Personagem      | Notas                                      |
| ---- | ------------------ | --------------- | ------------------------------------------ |
| 2022 | Pantanal           | Ana (Jacutinga) |                                            |
| 2017 | Questão de Família | Elza            | Episódio: "Obsessão"                       |
| 2016 | Ribanceira         | Bia             |                                            |
| 2014 | O Caçador          | Naná            | Episódio: "Acontece nas Melhores Famílias" |
| 2013 | Pé na Cova         | Viúva da perna  | Episódio: "Ladrão Que Rouba Ladrão"        |
| 2011 | Insensato Coração  | Claudete        |                                            |
| 2004 | Carga Pesada       | Edileusa        | Episódio: "Homem Não Chora"                |
| 1997 | Você Decide        | —               | Episódio: "Um Lar Para Clarice"            |
| 1995 | História de Amor   | Gertrudes       |                                            |
| 1992 | Amazônia           | Marlene         |                                            |
| 1991 | Amazônia           | Flor            |                                            |
| 1990 | Pantanal           | Matilde         |                                            |

### Cinema
| Ano  | Título                    | Personagem            |
| ---- | ------------------------- | --------------------- |
| 2024 | High Tide                 | Mãe de Lourenço       |
| 2015 | Linda de Morrer           | Cristina              |
| 2010 | Chico Xavier              | Letícia Almeida       |
| 2007 | Sem Controle              | Estela / Carolina     |
| 2007 | Meteoro                   | Eurídice              |
| 1990 | Assim na Tela Como no Céu | Mulher da antiguidade |

## Teatro[5]
- Macunaíma (1982)
- Boca de Ouro (1988)
- Os Sete Gatinhos (1991)
- A Comédia dos Erros (1992)
- O Mercador de Veneza (1993)
- Frankenstein (1995)
- O Olho Azul da Falecida (1996-1998)
- As Malandragens de Scapino (1996-1998)
- O Avarento (1999, 2004)
- A Moratória (2001)
- Tartufo, O Impostor (2004)
- As Eruditas (2007-2011)
- O Santo e a Porca (2008-2011, 2013)
- Thérèse Raquin (2011-2013)
- Auto da Compadecida (2012-2015, 2017)
- O Olho azul da Falecida (2012)
- O Doente Imaginário (2013, 2017)
- O Olho Azul da Falecida (2015)
- O Casamento Suspeitoso (2016)

## Prêmios e indicações
| Ano  | Associações            | Categoria    | Nomeações               | Resultado | Ref.  |
| ---- | ---------------------- | ------------ | ----------------------- | --------- | ----- |
| 1996 | Prêmio Cultura Inglesa | Melhor Atriz | O Olho Azul da Falecida | Indicado  |       |
| 2008 | Prêmio Shell           | Melhor Atriz | O Santo e a Porca       | Indicado  | [ 2 ] |